# Pin-Balma
Pin-Balma è un comune francese di 929 abitanti situato nel dipartimento dell'Alta Garonna nella regione dell'Occitania.

## Società

### Evoluzione demografica
Abitanti censiti